# Linn County, Missouri
Linn County är ett administrativt område i delstaten Missouri, USA, med 12 761 invånare. Den administrativa huvudorten (county seat) är Linneus. 

## Geografi
Enligt United States Census Bureau har countyt en total area på 1 610 km². 1 607 km² av den arean är land och 3 km² är vatten.   

### Angränsande countyn
- Sullivan County - nord
- Adair County - nordost
- Macon County - öst
- Chariton County - syd
- Livingston County - väst
- Grundy County - nordväst

### Städer och samhällen
- Brookfield
- Browning (delvis i Sullivan County)
- Bucklin
- Laclede
- Linneus (huvudort)
- Marceline (delvis i Chariton County)
- Meadville
- Purdin